# Sean Waltman
Sean Michael Waltman, beter bekend als X-Pac en 1-2-3 Kid (Minneapolis (Minnesota), 13 juli 1972), is een Amerikaans professioneel worstelaar die actief was in Total Nonstop Action Wrestling (TNA), World Wrestling Federation (WWF) en World Championship Wrestling (WCW). Hij verwierf mainstreambekendheid eind jaren '90, als lid van de worstelgroep D-Generation X en staat bekend om zijn spectaculaire worstelstijl met variaties die zijn geïnspireerd op lucha libre.

## Carrière
Sean Waltman debuteerde in maart 1992. Hij maakte vooral naam als lid van de worstelgroep D-Generation X, tussen 1998 en 2000. Hij worstelde destijds onder de ringnaam "X-Pac". Eind jaren '90 kende hij zijn gloriejaren, maar daarna verdween Waltman internationaal wat uit beeld. 
Hij was tevens lid van "The Kliq", een beruchte vriendengroep achter de schermen van World Wrestling Federation die voorts bestond uit Shawn Michaels, Triple H, Scott Hall en Kevin Nash. Met Shawn Michaels had hij een succesvolle periode als terugkerend tag team tussen 1994 en 1995. Hij worstelde toen onder de ringnaam "1-2-3 Kid". Vanaf 2011 was hij te zien in Chikara, een promotie die lucha libre zeer hoog in het vaandel draagt. Waltman verliet de promotie in 2014. 
Waltman is een voormalig TNA X Division Champion, 2-voudig WWF European Champion en was 4 keer WWF Tag Team Champion, waarvan 1 keer met Marty Jannetty en 2 keer met Kane. Zijn samenwerking met Kane werd verkozen tot PWI Tag Team of the Year in 1999. Waltman maakte steeds deel uit van de categorie lichtgewichten en veroverde als zodanig in WCW één keer het WCW Cruiserweight Championship. 

## In worstelen
- Finishers
  - Buzzkill (WCW)
  - 1-2-3 Kick
  - X-Factor (WWF/WWE / Independent circuit) / Syxx-Factor (TNA / Independent circuit)

- Signature moves
  - Backhand chop
  - Bronco buster
  - Diving leg drop
  - High speed leg drop
  - Moonsault
  - Running leaping clothesline
  - Senton bomb
  - Single leg Boston crab

- Managers
  - Albert
  - Chyna
  - Ted DiBiase
  - Tori
  - Alicia Webb

## Erelijst
- Great Lakes Championship Wrestling
  - GLCW Heavyweight Championship (1 keer)

- Global Wrestling Federation
  - GWF Light Heavyweight Championship (2 keer)

- Mid-Eastern Wrestling Federation
  - MEWF Light Heavyweight Championship (1 keer)

- NWA Pro Wrestling
  - NWA Heritage Championship (1 keer)

- Pro Wrestling America
  - PWA Iron Horse Television Championship (1 keer)
  - PWA Light Heavyweight Championship (2 keer)
  - PWA Tag Team Championship (1 keer met Jerry Lynn)

- Pro Wrestling Illustrated
  - PWI Comeback of the Year (1998)
  - PWI Tag Team of the Year (1999) met Kane

- South Eastern Wrestling Alliance
  - SEWA Light Heavyweight Championship (1 keer)

- Total Nonstop Action Wrestling
  - TNA X Division Championship (1 keer)
  - Chris Candido Memorial Tag Team Tournament - met Alex Shelley

- World Championship Wrestling
  - WCW Cruiserweight Championship (1 keer)

- World Wrestling Federation / World Wrestling Entertainment
  - WCW Cruiserweight Championship (1 keer)
  - WWF European Championship (2 keer)
  - WWF Light Heavyweight Championship (2 keer)
  - WWF Tag Team Championship (4 keer; 1x met Marty Jannetty, 1x met Hardcore Holly en 2x met Kane)

- Xtreme Pro Wrestling
  - XPW Television Championship (1 keer)